# Le Triomphe de la République
Le Triomphe de la République ist eine Figurengruppe, die in Paris im 11. beziehungsweise 12. Arrondissement mitten im Jardin de Marianne und damit im Zentrum des Place de la Nation steht.

## Geschichte
Zum Jahrestag der Gründung der Republik wird von der Pariser Verwaltung ein Wettbewerb zur Gestaltung eines Denkmals ausgeschrieben. Die Gebrüder Léopold Morice (Bildhauer) und François-Charles Morice (Architekt) gewannen die Ausschreibung und ihr Monument à la République wurde 1883 auf dem Place de la République errichtet.
Das neuartige und bemerkenswerte Projekt von Jules Dalou landete auf dem zweiten Platz, fand aber so viel Anerkennung bei der Jury und bei der Stadt, dass der Vorschlag als Bronzestatue in die Mitte des Place de la Nation gestellt wurde. Dalou brauchte 20 Jahre um sein kolossales Werk fertigzustellen. Anlässlich der Feierlichkeiten zum 100. Jahrestag der Französischen Revolution wird das großformatige Modell des bemalten Gipsdenkmals am 21. September 1889 in einer von Sadi Carnot geleiteten Zeremonie eingeweiht. Dalou bestand darauf, dass der Abguss im Wachsausschmelzverfahren durchgeführt wurde. Doch angesichts der Schwierigkeiten, die mit dieser Technik bei einem Monument dieser Größe verbunden waren, wurde jedoch ein Bronzeguss vorgezogen und von der Gießerei Thiébaut Frères ausgeführt. Die feierliche Einweihung fand zehn Jahre später, am 19. November 1899, unter der Leitung von Émile Loubet statt.
1908 wurden die Meermonster aus Bronze des Bildhauers Georges Gardet im Bassin aufgestellt. Diese Tiere, Symbole für unbeeinflussbare Kräfte, spucken Wasserstrahlen in die monumentale Hauptgruppe und greifen eine Idee auf, die Dalou erwogen und dann wieder aufgegeben hatte. Unter dem Vichy-Regime wurden die Bronzeteile auf Grund der damaligen Vorschrift, nicht Eisenmetalle einzuschmelzen, ausgebaut. Das Wasserbecken verschwindet mit dem Bau des Gare de Nation der RER unter dem Place de la Nation.

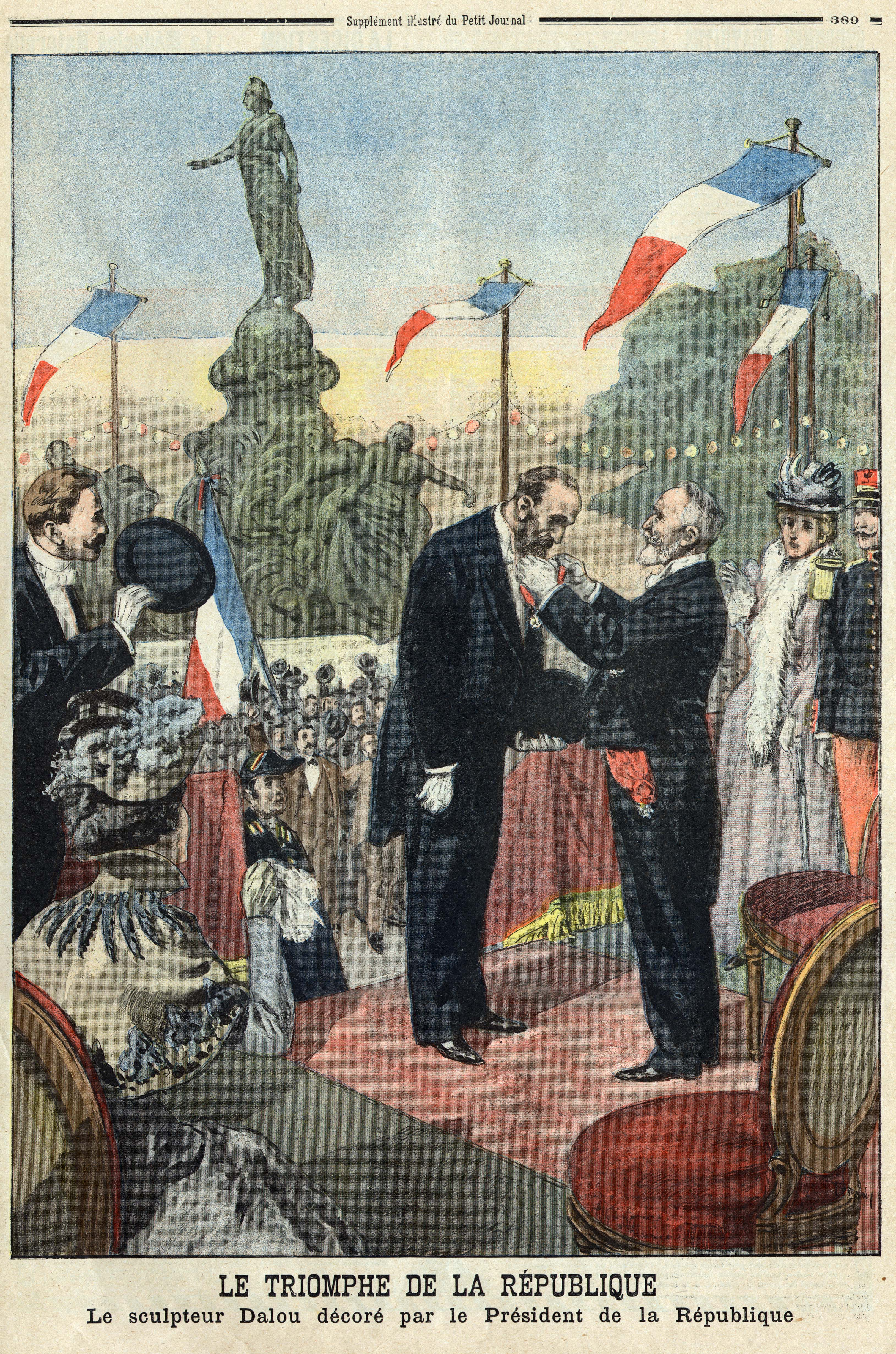
Der Bildhauer Jules Dalou wird vom Präsidenten Émile Loubet (1899) mit einem Orden ausgezeichnet.
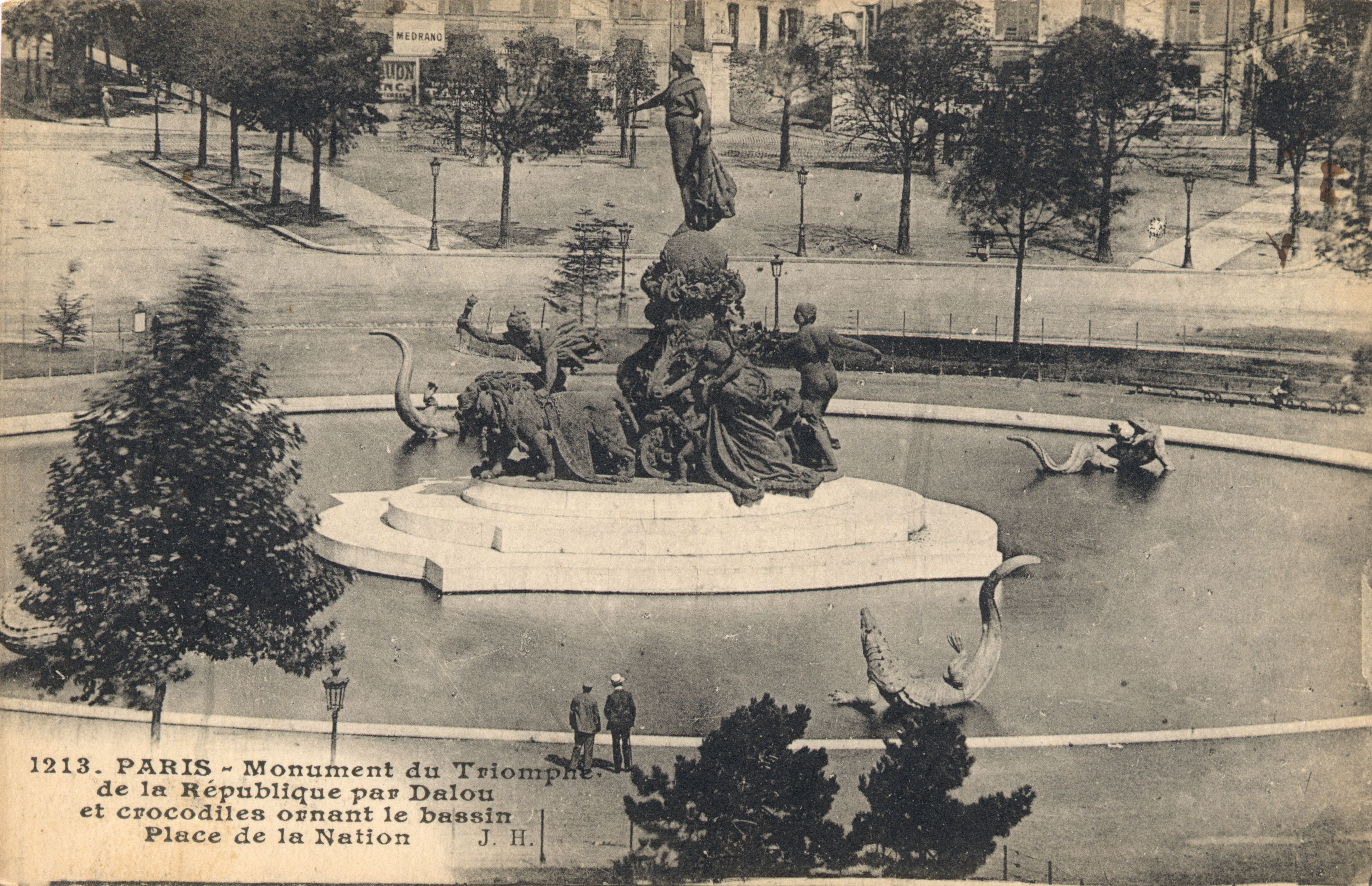
Das Monument mit Wasserbecken und den Wasserungeheuern von Georges Gardet (um 1908).

## Beschreibung
Die Republik steht auf einem Wagen, der von zwei Löwen, Symbol der Volkskraft, gezogen wird und vom Genius der Freiheit angeführt wird, der den Weg mit seiner Fackel erhellt. Um den Wagen sind Allegorien der Arbeit (der Schmied, ein Hammer auf der Schulter), der Gerechtigkeit (eine Frau, die einen Hermelin-Mantel und die Hand der Gerechtigkeit trägt) und des Friedens (auch Wohlstand genannt, Blumen streuend) gruppiert.
Das Sinnbild der Republik (die Marianne) stützt sich auf einen Bündel, das die Nachfolge der römischen Republik andeuten soll, und trägt die phrygische Mütze, das republikanische Symbol der Freiheit. Der Globus unter ihren Füßen soll den universellen Charakter der Republik bezeugen. Kinder symbolisieren Bildung (mit einem Buch und Werkzeugen der Bauberufe), Gleichheit (mit einer Waage) und Reichtum (mit einem Füllhorn). Die Tatsache, dass Marianne mit entblößter Brust dargestellt wurde, erinnert an das bekannte Gemälde von Eugène Delacroix La Liberté guidant le peuple, das sich auf die Julirevolution von 1830 bezieht.

Die Allegorien
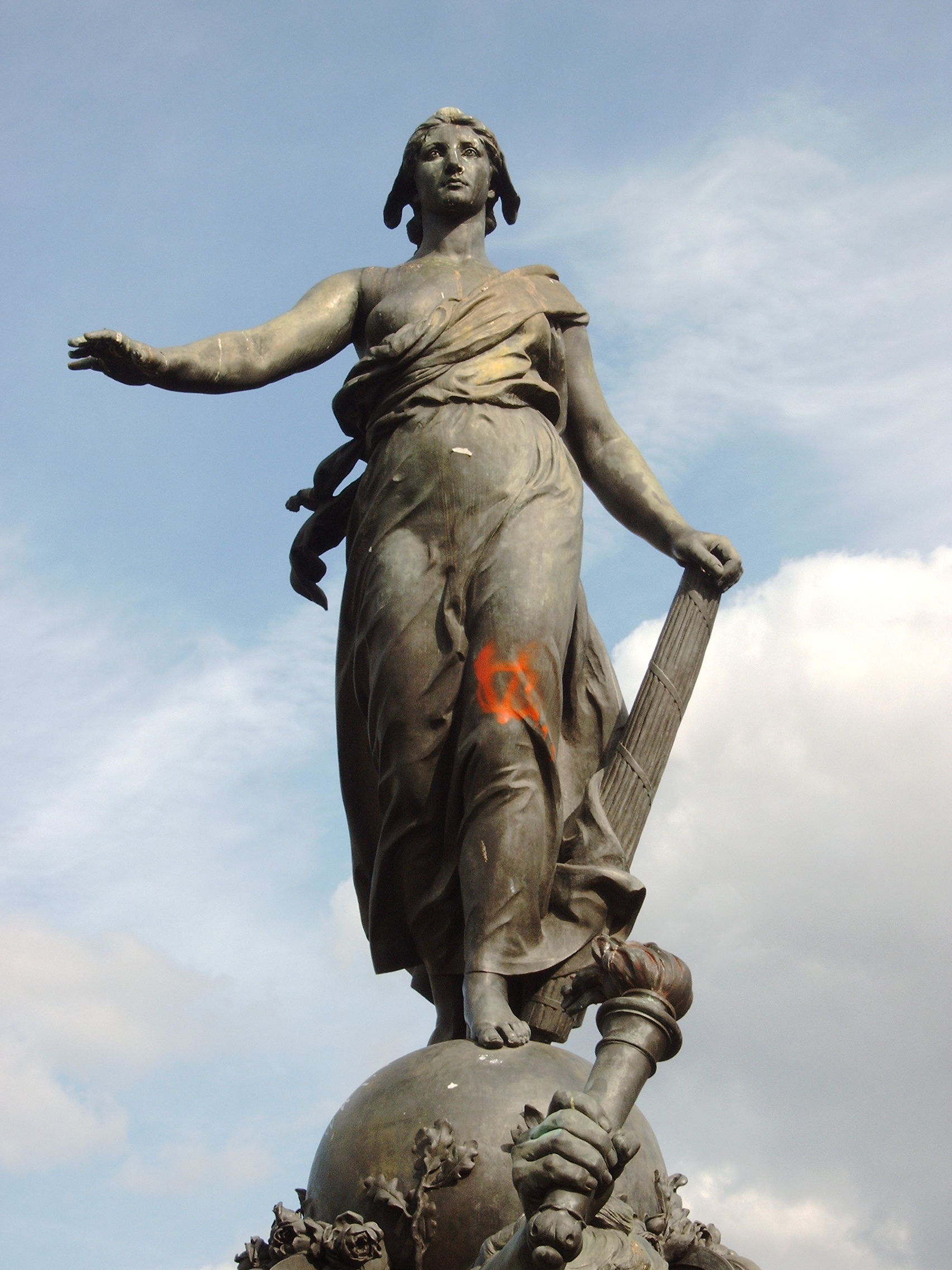
La République
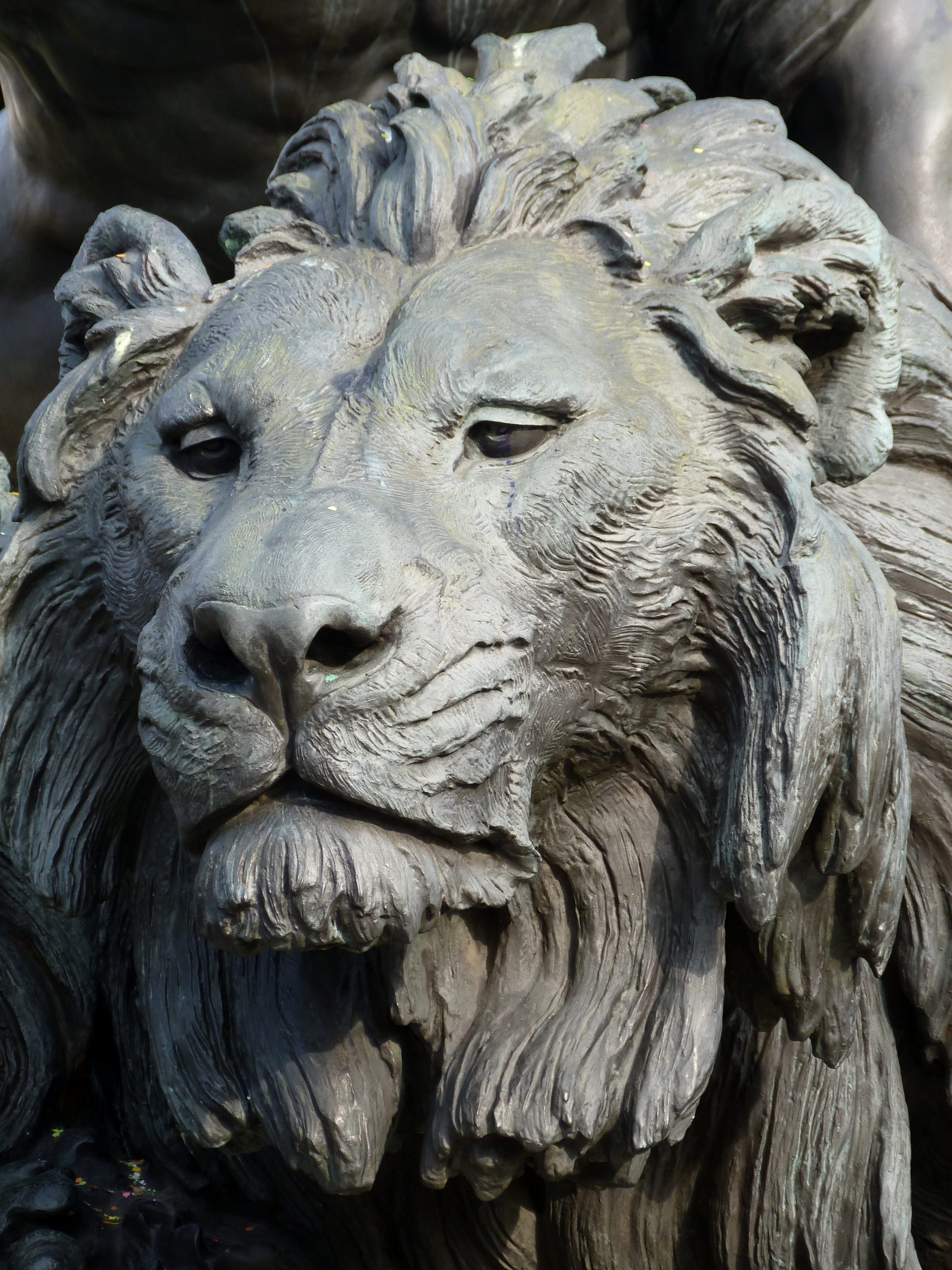
Ausschnitt: ein Löwe, der die Volkskraft symbolisiert
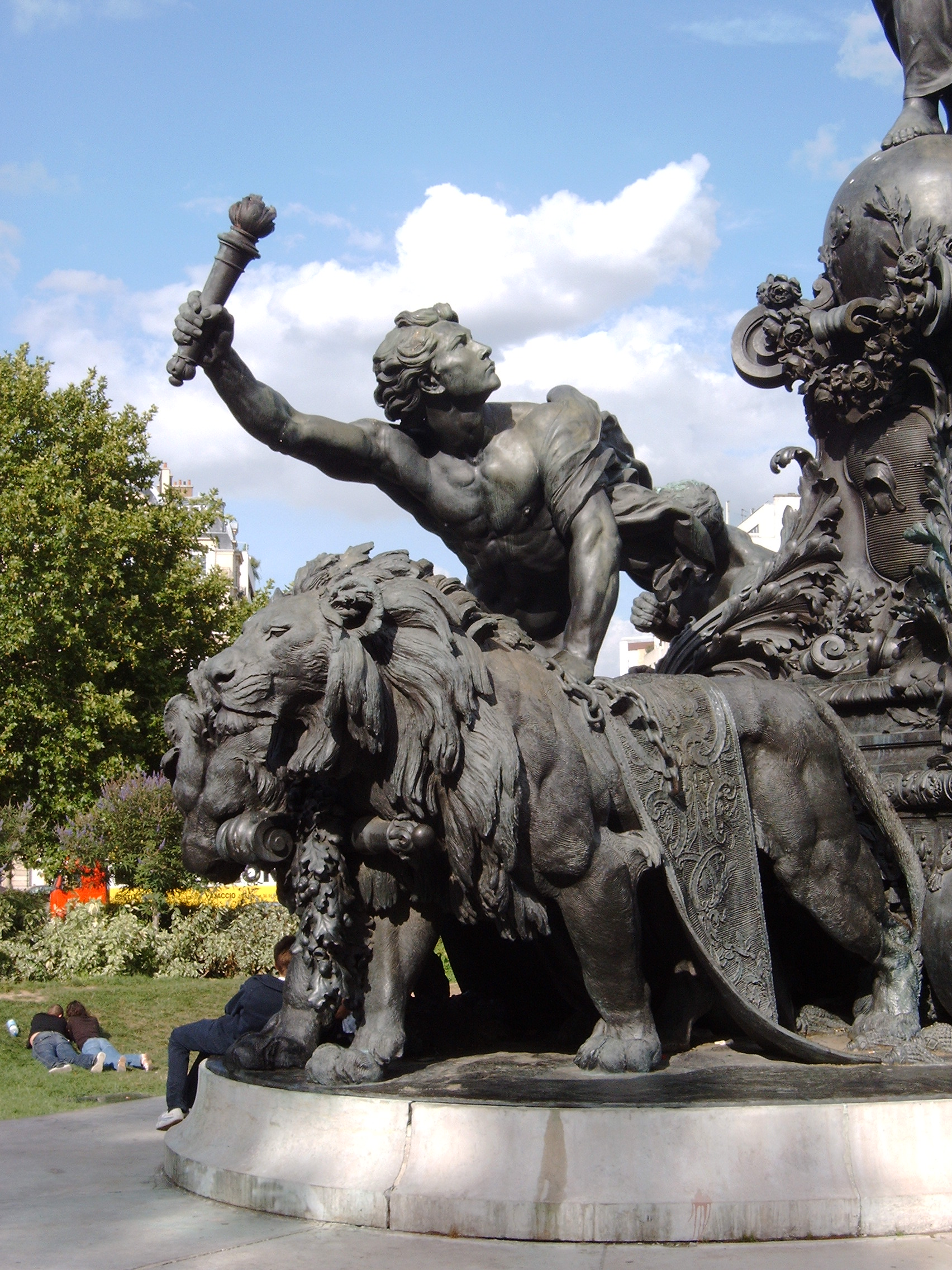
Symbol der Freiheit
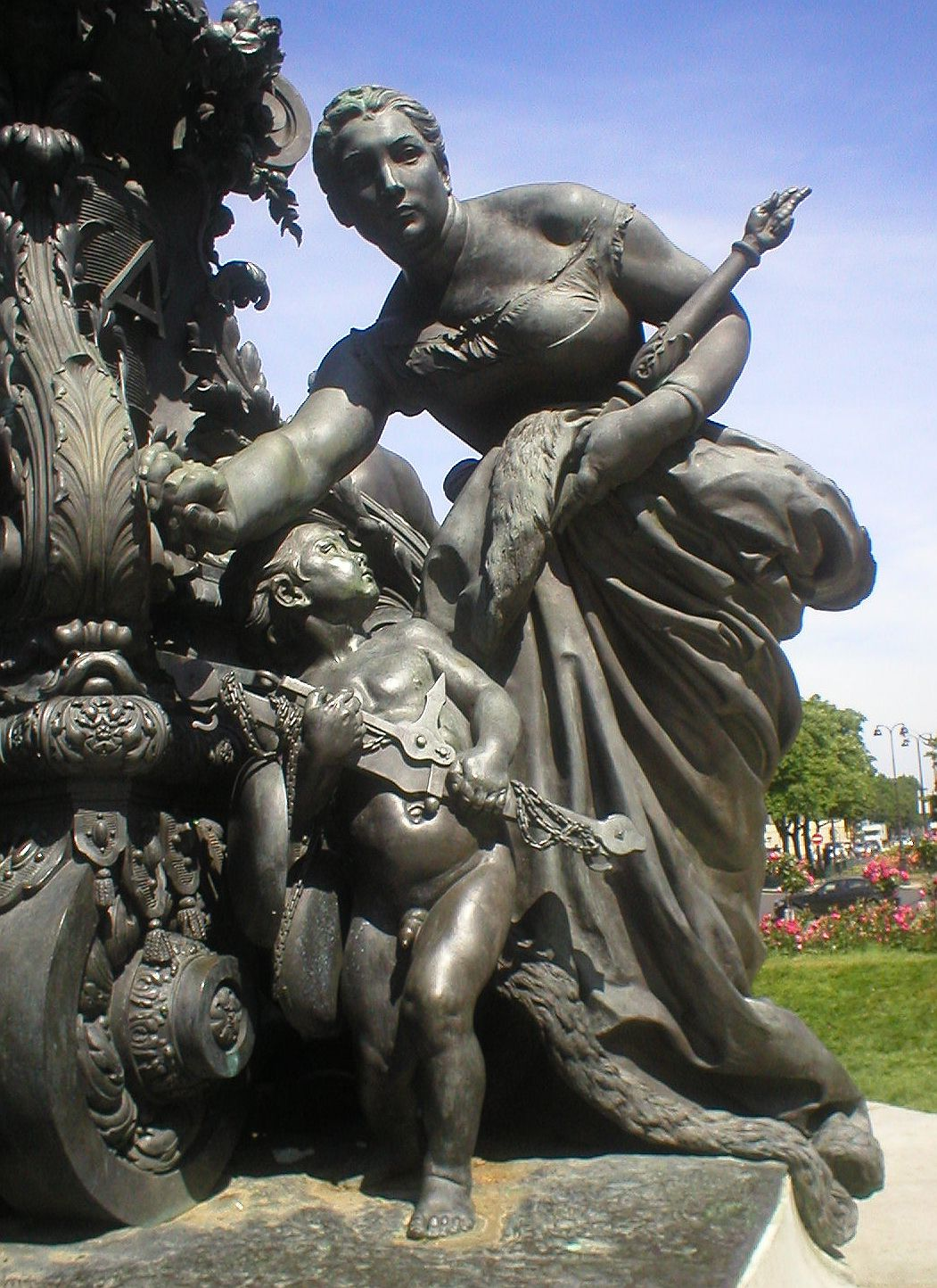
Justiz und Gerechtigkeit
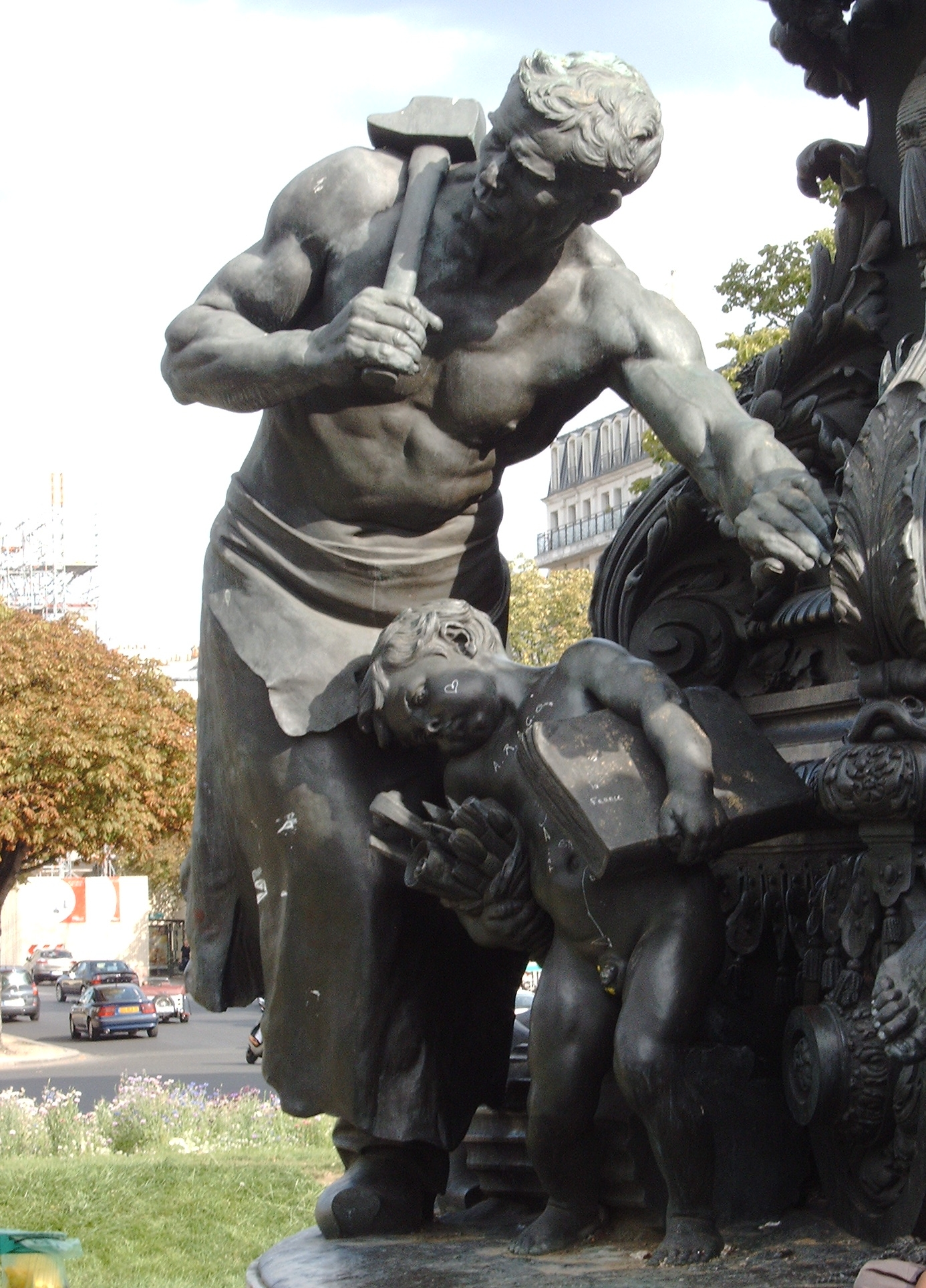
Symbol der Arbeit
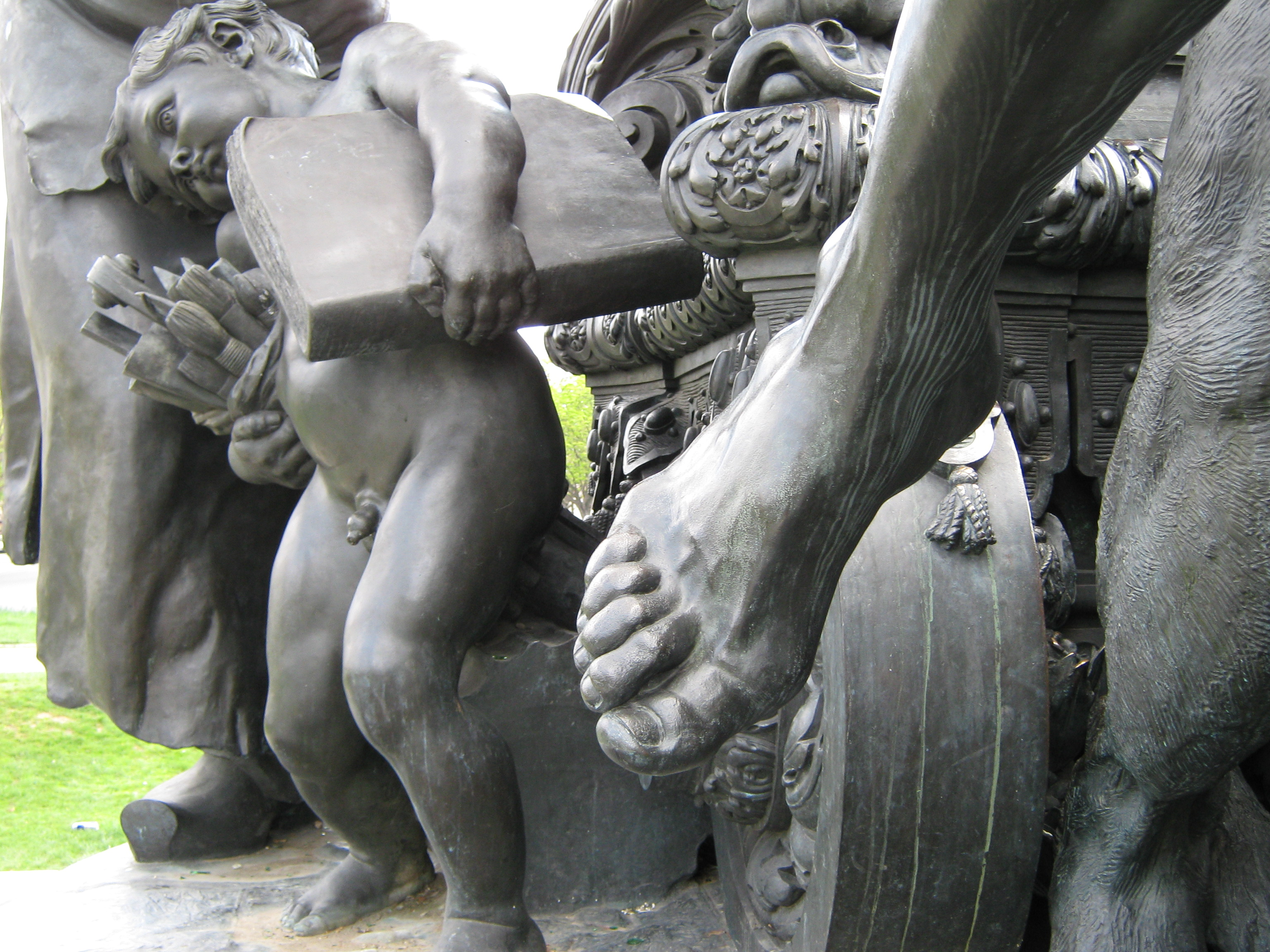
Symbol der Bildung
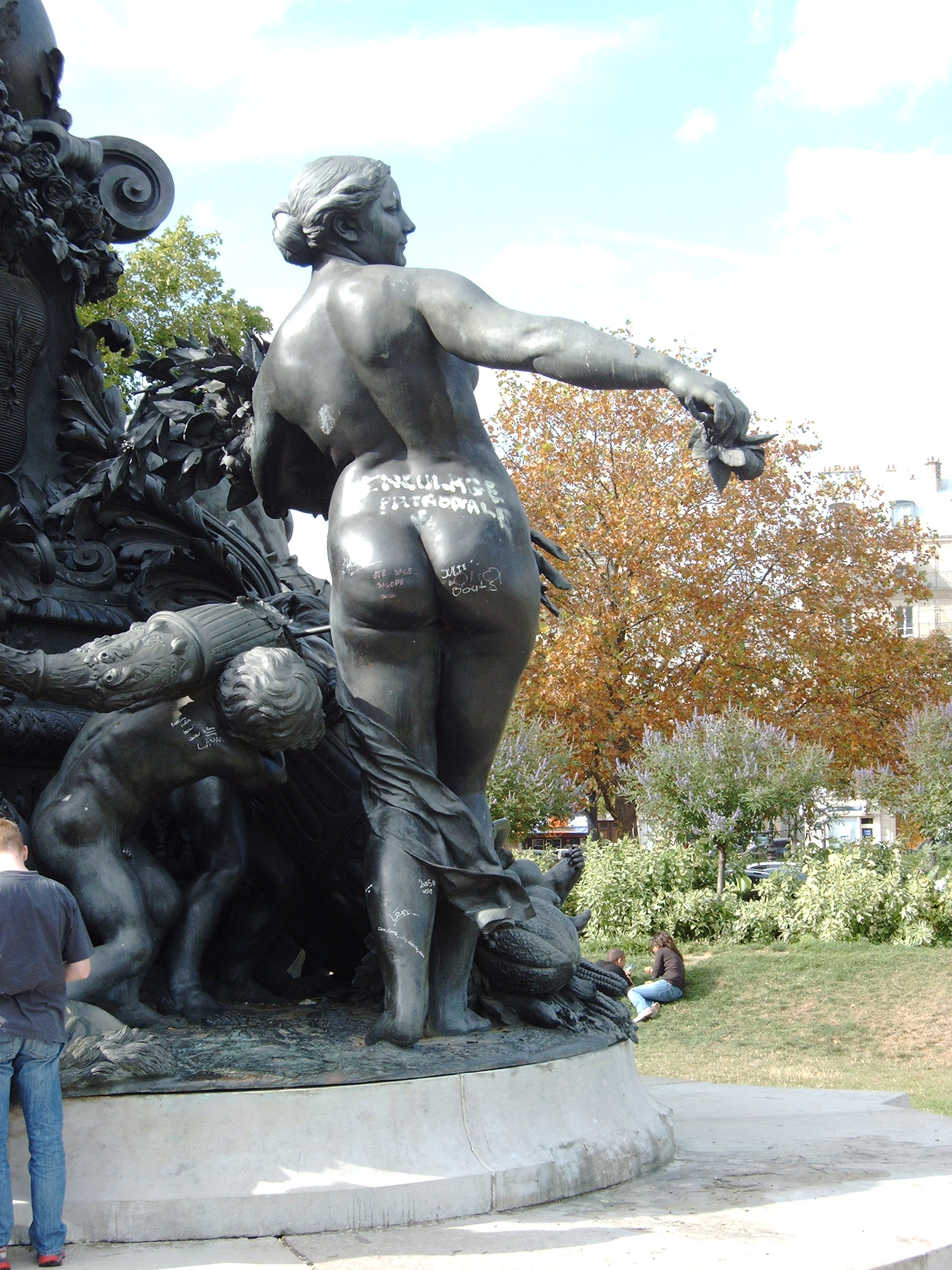
Wohlstand
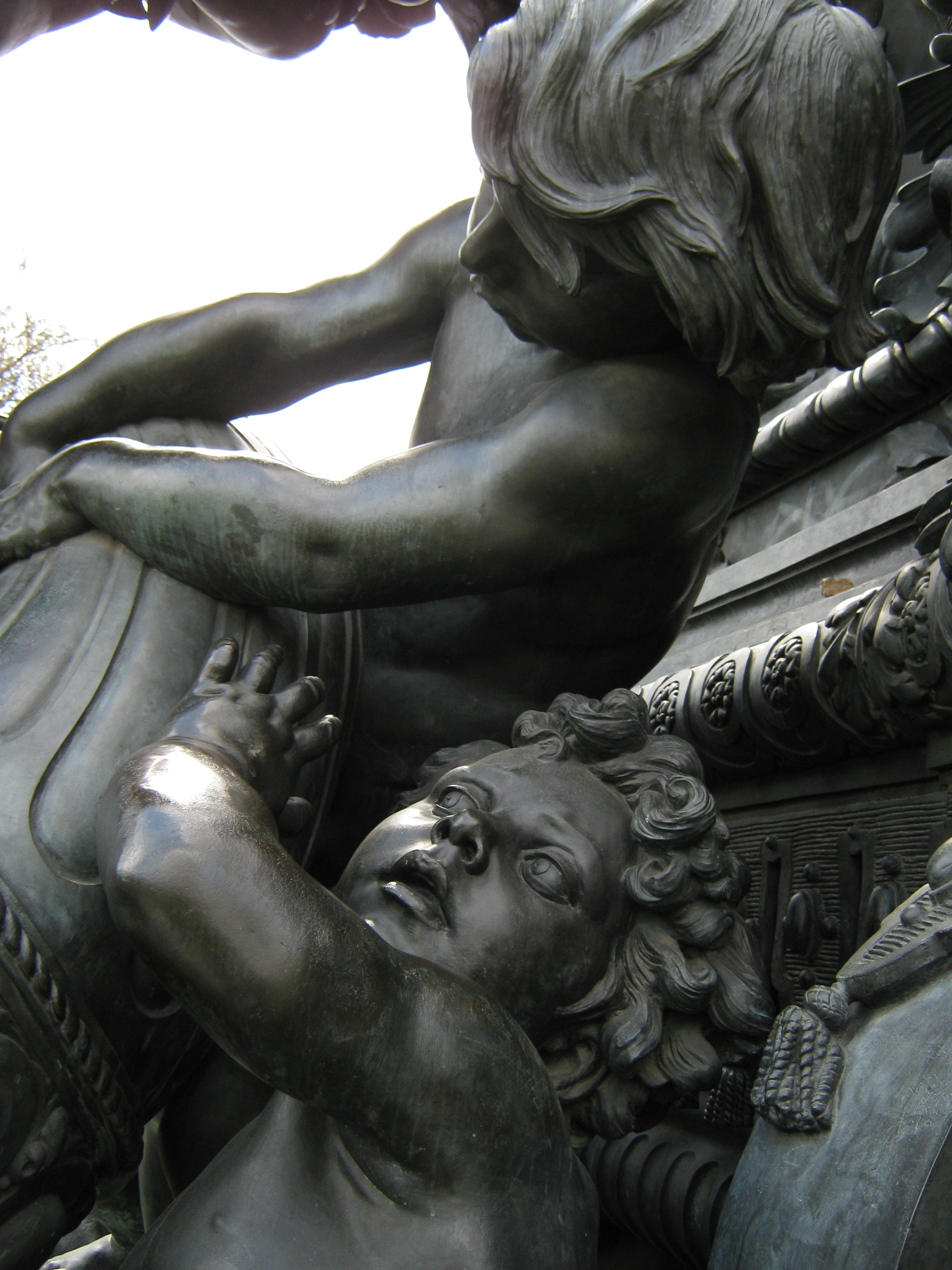
Reichtum
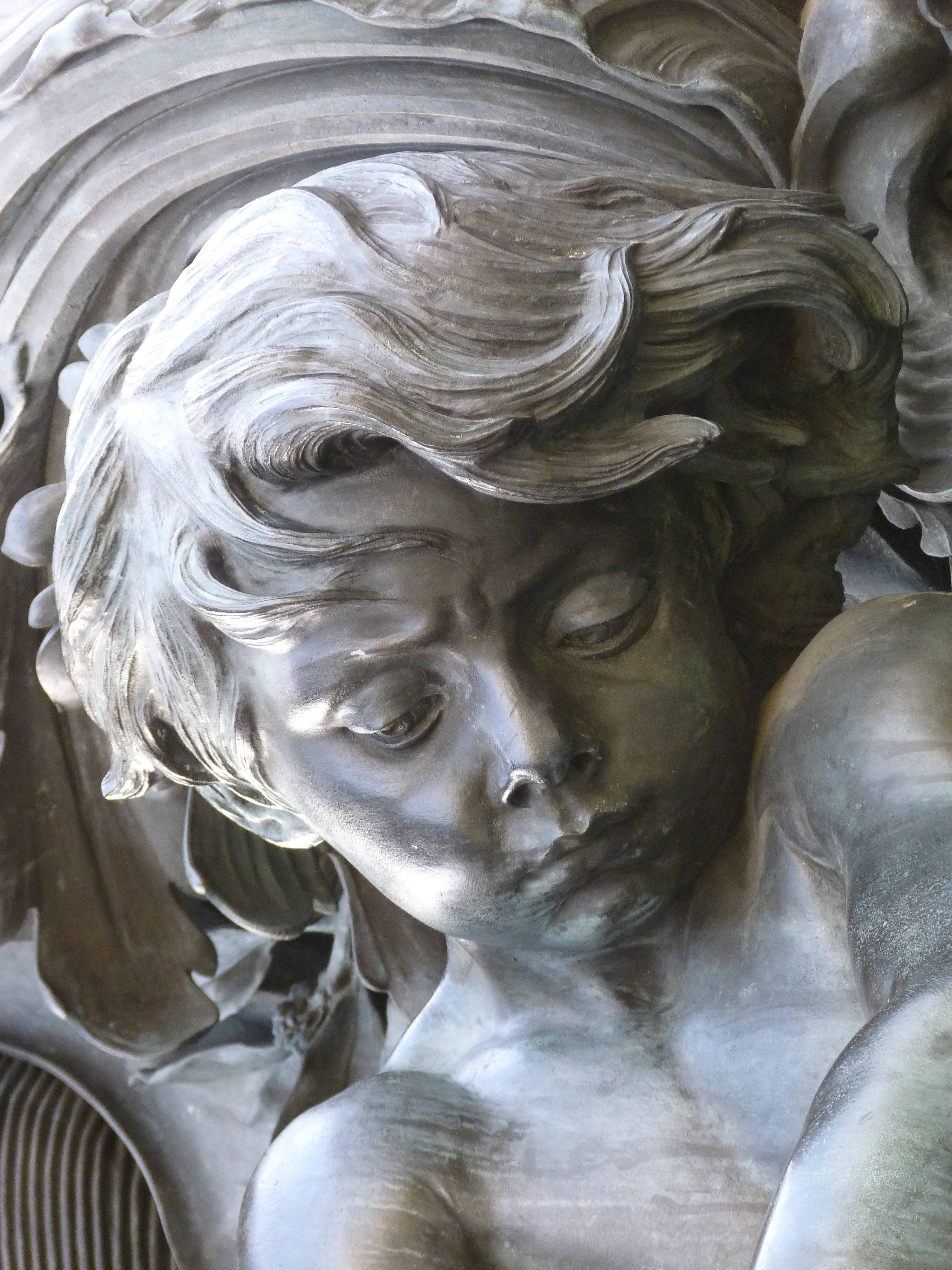
Detail einer Putto aus Reichtum